# باباوات السوء

غلاف كتاب باباوات السوء للمؤلف إريك رسل تشامبرلين (1926-2006)

باباوات السوء هو كتاب صدر عام 1969 للمؤلف الإنكليزي إريك رسل تشامبرلين (1926-2006) فيه توثيق لحياة ثمانية من الباباوات الأكثر إثارة للجدل في تاريخ الكنيسة الكاثوليكية (سنوات البابوية بين قوسين):
- ستيفان السادس (896-897)، الذي كان قام بنبش جثة سلفه البابا فورموسس وقام بمحاكمة جثته ووجدت مذنبة وتم قطع ثلاثة اصابع (أصابع المباركة) ثم دفنت ثم نبشت مرة أخرى ورميت في نهر التيبر.[1]
- يوحنا الثاني عشر (955-964)، الذي أهدى أرض لعشيقته، وقام بقتل عدة أشخاص، وقتل على يد الرجل الذي قبض عليه في السرير مع زوجته.
- بنديكت التاسع (1032-1044، 1045، 1047-1048)، الذي «باع» البابوية.
- بونيفاس الثامن (1294-1303)، الذي انتقد بشدة من قبل دانتي في الكوميديا الإلهية لانغماسه في الملاذ وتوزيع المناصب على المقربيين منه.
- أوربان السادس (1378-1389)، الذي اشتكى من أنه لم يسمع ما يكفي من الصراخ عند تعذيب الكرادلة الذين تآمروا ضده خلال تعذيبهم.[2]
- الكسندر السادس (1492-1503)، وهو من أسرة بورجيا، الذي كان مذنبًا بالمحسوبية والسيمونية والخلاعة .[3]
- ليو العاشر (1513-1521)، وهو عضو مبذر من عائلة ميديشي الذي قضى في مرة واحدة على سبع احتياطيات أسلافه في حفل واحد.[4]
- كليمنت السابع (1523-1534)، وهو أيضا من عائلة ميديشي، ولد كابن غير شرعي جرى شرعنته فيما بعد، وحصل في عهده نهب روما (احتلال روما (1527)) و بداية انفصال الكنيسة الانجليكانية.